# Мария Тереса (теленовела)
Мария Тереса (на испански: María Teresa) е венецуелска теленовела, създадена от кубинската писателка и сценаристка Делия Фиайо, продуцирана от Енрике Куско и излъчена по канал Веневисион през 1972 г.
В главните роли са Лупита Ферер и Хосе Бардина.

## Сюжет
Мария Тереса е красива и очарователна жена, която живее с болната си майка Магдалена и трудолюбивия си баща Антонио. Мария Тереса работи в цветарски магазин и един ден тя среща Роман, млад мъж, който свири на пиано в близкия ресторант. И двамата се влюбват един в друг, макар че тя не знае, че той всъщност е милионер.
Мария Тереса споделя на майка си, че се е влюбила в Роман Лопес Бейо. Усещайки, че скоро ще умре, Магдалена признава на Антонио, че Тереса не е негова дъщеря, а е дъщеря на сестра ѝ Елеонор, която влиза в затвора за предполагаемото убийство на бащата на Роман. Елеонор не е виновна за смъртта му, а Алфредо Фуентес Товар, братът на Мария Еухения, която е майка на Роман. Години по-късно Елеонор излиза от затвора и се представя за леля на Мария Тереса. Когато Мария Тереса я запознава с Роман, тя разпознава приликите, които той има с баща си, и се страхува, че тайната ѝ ще бъде разкрита и опитва се да ги раздели. Мария Еухения също се противопоставя на връзката им поради прости социални предразсъдъци. Алфредо, който все още живее със сестра си, се опитва да се сдобри с Елеонор, но тя не може да му прости поради слабостта му в миналото и той мисли, че Рейна, нейната племенница, е тяхна дъщеря. 

## Актьори
- Лупита Ферер – Мария Тереса Фуентес Товар де Лопес Бейо / Муниека Монтиел
- Хосе Бардина – Роман Лопес Бейо
- Ивон Атас – Рейна
- Хорхе Феликс – Уго Фалкон
- Рене де Пайас – Мария Еухения Фуентес Товар вдовица де Лопес Бейо
- Ева Бланко – Елеонор
- Айде Балса – Фернанда Фуентес Товар
- Оранхел Делфин – Алфредо Фуентес Товар
- Карлос Суберо
- Ребека Гонсалес – Ани
- Нестор Саварсе – Сантяго
- Бети Рут
- Енрике Алсугарай
- Ана Кастел
- Каридад Канелон
- Чумико Ромеро
- Марта Ланкасте
- Хосе Олива
- Сусана Духим
- Уго Пиментел

## Версии
- Пролет (1987) – венецуелска теленовела, продуцирана от Корал Продуксионес за Ар Си Ти Ви, с участието на Джиджи Санчета и Фернандо Карийо.
- Росанхелика (1997) – венецуелска теленовела, режисирана от Маркос Рейес Андраде и продуцирана от Марисол Кампос за Веневисион, с участието на Соня Смит и Виктор Камара.
- Росалинда (1999) – мексиканска теленовела, режисирана от Беатрис Шеридан и продуцирана от Салвадор Мехия за Телевиса, с участието на Талия и Фернандо Карийо.
- Росалинда (2009) – филипинска теленовела, продуцирана от GMA Network, с участието на Карла Абелана и Джеф Ейгенман.